# Ричард Петрушка
Ричард Петрушка (на словашки: Richard Petruška) е бивш чехословашки и словашки баскетболист, играещ като тежко крило или център. Той е единственият представител на своята страна, играл в НБА. През сезон 1993/94 е част от състава на Хюстън Рокетс.

## Клубна кариера
Започва кариерата си в Интер Братислава през 1988 г. Два пъти играе в Мача на звездите на лигата през 1988 и 1989 г. През 1990 г. постъпва в колеж в САЩ, където играе три сезона в NCAA. Изкарва един сезон в Лойола Меримонт, а след това две години в УКЛА Бруинс. През лятото на 1993 г. е изтеглен в драфта на НБА от Хюстън Рокетс. Петрушка не успява да измести от титулярното място легендарния център Хакеем Оладжоуон и записва само 22 мача – по 4.2 минути средно на мач, 2.4 точки и 1.4 борби. За кариерата си в НБА отбелязва едва 56 точки. Същият сезон „Ракетите“ стават шампиони на НБА, а Петрушка изпуска трофея при празненствата.
През 1994 г. напуска НБА и подписва с италианския Кагива Варезе, където остава в продължение на 4 сезона и по това време получава италианско гражданство. През сезон 1998/99 е играч на Галатасарай. През лятото на 1999 г. преминава в Уникаха Малага и през сезон 2000/01 печели трофея Корач Къп. В турнира записва 14 мача с по 5.6 точки и 5.3 средно на мач. Следва кратък престой в друг испански отбор – ТАУ Керамика. През сезон 2002/03 играе в италианския Упеа Капо д'Орландо. Приключва кариерата си в Сарагоса.
Избиран е три пъти за баскетболист на годината в Словакия – през 1998, 1999 и 2000 г.

## Национален отбор
Играе за националния отбор на Чехословакия на Евробаскет 1991, където тимът се класира на шесто място. За националния отбор на Словакия играе от 1992 до 2001 г., като е сред основните баскетболисти на страната, но не успява да се класира на голям форум.

## Треньорска кариера
След края на кариерата си става треньор в академията на БК Гран Канария.

## Успехи

### Клубни
- Шампион на НБА – 1994
- Купа Корач – 2001

### Индивидуални
- В мача на звездите на Чехословашката лига – 1988, 1989
- Баскетболист на годината в Словакия – 1998, 1999, 2000